# Michael Williams (cầu thủ bóng đá)
Michael Williams (sinh ngày 5 tháng 2 năm 1988) là một cầu thủ bóng đá người Montserrat thi đấu cho Leek Town của Northern Premier League ở Anh.

## Sự nghiệp
Là một phần của Rugby Town 2012/13, mùa giải kế cuối của Williams toàn những chấn thương và anh phải nghỉ thi đấu hầu hết các trận.
Anh rời Chasetown vào tháng 6 năm 2016.
Anh đến Hednesford Town năm 2016, the defender-cum-midfielder departed the club five months later.